# Габриэлла да Силва
Габриэлла да Силва (порт. Gabriella da Silva; настоящее имя — Да Силва Чекулаев Ана Лусиа (порт. Ana Lucia Gomez da Silva; род. 6 июля 1985 года, Рио-де-Жанейро) — бразильская певица.

## Карьера

### Детство
С раннего детства участвовала в различных телевизионных программах, шоу и концертах.
В 12 лет выступала по всему Рио-де-Жанейро в составе группы Adilson e a Gangue. Через год одна из крупнейших звукозаписывающих студий страны PolyGram Records заключила контракт с молодой исполнительницей, по которому Габриэлла выступала и записывалась с такими группами, как Banda Abada и Sinais do Tempo.
Первый опыт на телевидении приобрела в возрасте 14 лет, участвуя в международном конкурсе молодых исполнителей Raul Gil (Record), где была признана лучшей молодой певицей Рио-де-Жанейро. Начиная с 16 лет, принимала участие в популярных музыкальных шоу на телевидении Бразилии, а именно A Cara do Rio (BAND), Festa na TV (CNT), Celeste Gomes (Canal 14 da NET), Canta e Danca (SBT) и т. д.

### Взрослые годы
В 21 год уже имела за плечами живые выступления на крупнейших радиостанциях Бразилии: «Radio Tupi FM», «FM o Dia» и «Mania FM». Концерты Габриэллы проходили на самых известных и вместительных концертных площадках Рио-де-Жанейро, таких как Rio Sampa, Asa Branca, Luso Brasileiro, Beats House, Via show, Ilhas dos pescadores, Lonas Culturais и получили положительные рецензии в печатных изданиях «O extra», «O dia», «O povo», «Jornal de madureira» и «Baladas». Именно Габриэлла была приглашена для открытия концерта известной группы Латинской Америки Banda Eva, с которой было исполнено две песни дуэтом. Концерт посетило более 80 000 зрителей. За триумфальным шоу последовали постоянные гастроли по всей Бразилии (Сан-Паулу, Minas Gerais, Espirito santo).
В 2009 году Габриэлла выпустила альбом Me Aceita (Прими меня (такой какая я есть) на португальском языке.
В августе 2010 участвовала в Новой Волне как конкурсант, а в 2012 и 2013 годах уже присутствовала как гость.
Летом 2010 года в Москве завершились съёмки видеоклипа на первую совместную песню Габриэллы и Криса Пауэлла «James Bond 00». Роль Джеймса Бонда в клипе исполнил российский fashion-дизайнер Игорь Гуляев. Съёмка клипа заняла 4 съёмочных дня, проходила на 7 съёмочных площадках. Для роли Габриэллы было специально разработано 6 образов. В клипе были задействованы 4 автомобиля общей стоимостью около 2 млн долларов (Bentley GT Continental + Spyker C8 + Porsche Cayenne Mansory), а также эксклюзивный мотоцикл ручной сборки от компании «Fine Custom Mechanics».
30 декабря 2010 года Габриэлла выступила на торжественном приеме Президента РФ в Государственном Кремлёвском Дворце по случаю встречи Нового 2011 года. Её дуэт с Сергеем Мазаевым «Самба прошедшей любви» был оценен по достоинству. После выступления певица была лично представлена Президенту РФ Медведеву Д.А.
В 2015 году на «слепых» прослушиваниях Габриэлла исполнила песню Lambada и стала участницей шоу «Голос 4 сезон» в команде рэпера Басты.
..
С 2015 года Габриэлла является лицом бренда SnS.
Летом 2016 представила публике свою линию одежды для фитнеса, которая шьётся по задумке певицы в Бразилии.
В августе 2016 Габриелла выпустила сингл «Мой герой», премьера которого состоялась на программе «Дом 2»
Сейчас певица активно работает над выпуском первого русскоязычного альбома.

## Общественная деятельность и награды
В начале 2006 года Габриэлла заняла первое место в ежегодном музыкальном Фестивале Музыки (Рио-де-Жанейро), обойдя более 80 претендентов. Её талант и работоспособность стали известны далеко за пределами родины — с середины 2006 года певица гастролирует по всему свету, и наряду с этим принимает участие в крупнейших культурных и музыкальных мероприятиях Бразилии.
8 марта 2008 года была удостоена званием и грамотой почетного гражданина Рио-де-Жанейро за высокий вклад в развитие культуры Бразилии. Документ был передан на официальной церемонии вручения от Правительства Рио-де-Жанейро с занесением в городскую книгу.
14 мая 2010 в гостинице «Ritz Carlton» во время форума российских и бразильских предпринимателей певица познакомилась с президентом Бразилии Луисом Инасиу Лула да Силва (Luiz Inacio Lula da Silva), который выразил благодарность Габриэлле за содействие в сближении стран России и Бразилии. Певица выступила одним из идеологов и организаторов званого ужина в честь отмены визового режима между двумя странами, который состоялся 23 июня 2010 года в Prado cafe и стала неофициальным послом мира в России от Бразилии.
Габриэлла занимается благотворительностью, но не афиширует этого.
Особенно трепетно певица относится к своей песне, посвященной беспризорным детям Crianças carentes (Дети беспризорники). Певица написала её, когда сама была ещё совсем ребенком. Впоследствии эта композиция стала гимном всех школ Рио-де-Жанейро.
В настоящее время Габриэлла записала её с русскими детьми из знаменитой «Республики KIDS» и презентовала её для российской публики.

## Личная жизнь
В 2008 года Габриэлла приехала в Москву на гастроли, где познакомилась со своим будущим мужем, бизнесменом Виталием Чекулаевым. В 2009 в Рио-де-Жанейро состоялась свадьба.
В 2010 году родилась дочь. По бразильской традиции фамилия ребенка должна состоять из материнской и отцовской, поэтому дочь назвали Габриэлла Витальевна Гомес да Силва Чекулаева. Через три года родился сын Микаэль Витальевич Гомес да Силва Чекулаев. Дети говорят на трех языках: португальском, русском и английском.